# Liste der mexikanischen Kinofilme 1934
Die Liste der mexikanischen Kinofilme des Jahres 1934 führt alle in diesem Jahr in Mexiko gedrehten Langfilme auf. Insgesamt gab es in diesem Jahr 24 mexikanische Produktionen. Die in dieser Liste aufgeführten Informationen basieren auf David E. Wilts Buch „The Mexican Filmography 1916 through 2001“, der die vollständigste Filmographie für Mexiko vorgelegt hat.

## Legende
- Titel: Nennt soweit vorhanden den offiziellen deutschen Filmtitel, andernfalls den spanischen Originaltitel.
- Regisseur: Nennt den Regisseur oder die Regisseure des Films.
- Genre: Nennt die Genrezuordnung.
- Darsteller: Nennt drei Hauptdarsteller.
- Besonderheiten: Führt Besonderheiten und Hintergründe zum Film auf.

## Filmliste
| Titel                               | Regisseur                          | Genre                       | Darsteller                                                  | Besonderheiten |
| ----------------------------------- | ---------------------------------- | --------------------------- | ----------------------------------------------------------- | --- |
| Bohemios                            | Rafael E. Portas                   | Melodrama                   | Julián Soler Amelia de Ilisa Alejandro Ciangherotti         | |
| Chucho el Roto                      | Gabriel Soria                      | Historienfilm               | Fernando Soler Adriana Lamar Leopoldo Ortín                 | Es handelt sich um die zweite Version der Geschichte, die bereits in Las aventuras de Chucho el Roto aus dem Jahr 1919 verfilmt wurde. |
| Clemencia                           | Chano Urueta                       | Melodrama Historienfilm     | Consuelo Frank Julián Soler Victoria Blanco                 | |
| Corazón bandolero                   | Raphael J. Sevilla                 | Abenteuerfilm               | Juan José Martínez Casado Victoria Blanco Domingo Soler     | |
| Cruz Diablo                         | Fernando de Fuentes                | Historienfilm               | Ramón Pereda Lupita Gallardo Juliían Soler                  | |
| Doña Malinche                       | Hilario Paullada                   | Filmkomödie                 | Gloria Iturbe Jorge Vélez Consuelo Villaseñor               | Es sind keine gesicherten Informationen über diesen Film verfügbar.                                                                    |
| Dos monjes                          | Juan Bustillo Oro                  | Historienfilm Melodrama     | Magda Haller Víctor Urruchúa Carlos Villatoro               | |
| El escándalo                        | Chano Urueta                       | Historienfilm Melodrama     | Enrique del Campo Movita Catañeda Carmeno Guerrero          | Adaption eines Romans von Pedro Antonio de Alarcón.                                                                                    |
| El fantasma del convento            | Fernando de Fuentes                | Phantastischer Film         | Marta Ruel Enrique del Campo Carlos Villatoro               | |
| La isla maldita                     | Boris Maicon                       | Abenteuerfilm               | Luis G. Barreiro Mario Tenorio Carmen Torreblanca           | |
| Janitzio                            | Carlos Navarro                     | Ländliches Melodrama        | Emilio Fernández María Teresa Orozco Gilberto Gonzáles      | |
| Una mujer en venta                  | Chano Urueta                       | Melodrama                   | Josefina Escobedo Victor Urruchúa Julián Soler              | |
| Mujeres sin alma (Veganza suprema)  | Ramón Peón Juan Orol               | Melodrama                   | Consuelo Moreno Alberto Martí Juan Orol                     | |
| Nezahualcóyotl (El rey poeta)       | Manuel Sánchez Valtierra           | Filmbiografie Historienfilm | Antonio Garay Gudiño Rosa Fuentes Max Langler               | Noch vor der Veröffentlichung ging das Negativ 1935 bei einem Brand verloren.                                                          |
| Oro y plata                         | Ramón Peón                         | Melodrama                   | Carmen Guerrero Franco Adolfo Girón Alfredo del Diestro     | |
| Payasadas de la vida                | Miguel Zacarías                    | Melodrama                   | Ramón Pereda Gloria Morel Manuel Medel                      | |
| El primo Basilio                    | Carlos de Nájera                   | Melodrama                   | Andrea Palma Ramón Pereda Domingo Soler                     | Adaption eines Romans von José Maria Eça de Queiroz.                                                                                   |
| ¿Quien mato a Eva?                  | José Bohr                          | Filmkomödie Mystery         | José Bohr Julio Villarreal Josefina Vélez                   | |
| Rebelión                            | Manuel Gamio Gómez                 | Revolutionsfilm             | Laiendarsteller                                             | |
| Redes                               | Emilio Gómez Muriel Fred Zinnemann | Ländliches Melodrama        | Silvio Hernández David Valle Gonzáles Rafael Hinojosa       | |
| Tierra, amor y dolor                | Ramon Peón Julián S. González      | Melodrama                   | Domingo Soler Consuelo Frank Joacquin Busquets              | |
| Tribu                               | Miguel Contreras Torres            | Historienfilm Melodrama     | Miguel Contreras Torres Medea de Novara Alfredo del Diestro | |
| Tu hijo                             | José Bohr                          | Melodrama                   | Julio Villarreal Elena D’Orgaz Julián Soler                 | |
| ¡Viva Mexico! (El grito de Dolores) | Miguel Contreras Torres            | Historienfilm               | Paco Martínez Sara García Alberto Martí                     | Der Film wurde veröffentlicht, um die Feierlichkeiten zum Unabhängigkeitstag zu finanzieren.                                           |